# Concentration 20
《Concentration 20》（20歲專心長大）是日本女歌手安室奈美惠第三張專輯，於1997年7月24日發行，由小室哲哉製作。

## 簡介
- 與大熱專輯《SWEET 19 BLUES》相隔約一年的新專輯，收錄本人最高銷量的單曲《CAN YOU CELEBRATE?》。
- 專輯在美國洛杉磯的聖塔莫尼卡用了兩星期錄製，安室解釋專輯的名稱「Concentration 20」包含很多含意：「當時就在位於聖塔莫尼卡第二十街的錄音室專心製作」、「20世紀還只剩一點時間，要多關注剩下的日子」、「到了20世紀中還可以繼續聽嗎?」、「『SWEET 19 BLUES』發表的時候還是19歲的人現在就要迎接20歲了」等等，當時並沒有考慮安室快要20歲的意思，但無獨有偶地專輯發行時正好安室就正要踏入20歲。
- 專輯的主題為「Fancy & Cool」，華麗的部分在「CAN YOU CELEBRATE?」，而「Cool」的部分則強調在「Close your eyes, Close to you」「Concentration 20 (make you alright)」及「Whisper」三曲當中。
- 發售2日後，於大阪巨蛋、東京巨蛋、福岡巨蛋及名古屋巨蛋舉行了以本作為主題的初次巨蛋巡迴演唱會「mistio presents namie amuro SUMMER STAGE 1997 Concentration 20」，動員30萬人。其中東京巨蛋的演唱會收錄於DVD「Namie Amuro Concentration 20 Live in Tokyo Dome」，於1997年12月3日發售。
- 安室本人的單曲與專輯的總銷售量於本作突破了2000萬張，為10代歌手中的第一人。
- 累積銷量193萬，總出貨量235萬張，為日本歷代專輯銷量第80位[1]。

## 收錄曲
1. Concentration 20 (make you alright)
2. B w/z you
3. Close your eyes, Close to you
4. Me love peace !!
5. No Communication
6. a walk in the park [Remix]
7. To-day
8. Storm
9. Whisper
10. CAN YOU CELEBRATE? [Remix]
11. I know…
12. How to be a Girl

## 單曲銷量
| 日期           | 歌曲               | 最高排名 | 上榜週數 | 銷量      |
| -------------- | ------------------ | -------- | -------- | --------- |
| 1996年11月27日 | a walk in the park | #1       | 16       | 1,066,580 |
| 1997年2月19日  | CAN YOU CELEBRATE? | #1       | 10       | 2,296,200 |
| 1997年5月21日  | How to be a Girl   | #1       | 11       | 772,130   |

## 關連DVD
- 『Namie Amuro Concentration 20 Live in Tokyo Dome』（1997年12月3日） - Live DVD

## 外部連結
1. ↑  .   [2012-01-21]. （原始内容存档于2012-01-03）.